# 9971 Ісіхара
9971 Ісіхара (9971 Ishihara) — астероїд головного поясу, відкритий 16 квітня 1993 року.
Тіссеранів параметр щодо Юпітера — 3,670.